# Đại Đoàn Kết (báo)
Đại Đoàn Kết là một nhật báo trực thuộc cơ quan Trung ương của Mặt trận tổ quốc Việt Nam được thành lập vào ngày 25 tháng 1 năm 1942, tiền thân là sự kết hợp giữa Báo Cứu Quốc và Báo Giải Phóng.

## Lịch sử

Logo báo Cứu Quốc

Báo Cứu Quốc là cơ quan của Tổng bộ Việt Minh, xuất bản số báo in đầu tiên vào ngày 25 tháng 1 năm 1942 trong một ngôi nhà nhỏ ở làng Xuân Kỳ (nay thuộc xã Đông Xuân, Sóc Sơn, Hà Nội). Nhiều văn kiện quan trọng của Việt Nam đã từng được đăng trên Báo Cứu Quốc như Tuyên ngôn độc lập năm 1945, bản dự thảo Hiến pháp đầu tiên của Quốc hội nước Việt Nam Dân chủ Cộng hòa năm 1946, lời kêu gọi toàn quốc kháng chiến của chủ tịch Hồ Chí Minh. Nhiều cây bút chính trị đã tham gia chỉ đạo, biên tập, viết bài tại ấn phẩm như Tổng bí thư Trường Chinh, Xuân Thủy, Thép Mới. Cứu Quốc là tờ báo ra đời thời kỳ tiền khởi nghĩa đã có những đóng góp quan trọng trong công cuộc giải phóng dân tộc.
Ngày 22 tháng 12 năm 1964, Báo Giải Phóng đã xuất hiện ở nội đô miền Nam, ra đến vùng ven rồi sang Campuchia. Đầu năm 1977, hai tờ báo Giải Phóng và Cứu Quốc hợp nhất lại thành Báo Đại Đoàn Kết, ra mắt số đầu tiên vào ngày 6 tháng 2 trong cùng năm.

## Tranh cãi
Năm 2001, ông Đinh Đức Lập – nguyên trưởng ban Văn hóa Tư tưởng của Trung ương Đoàn đã bị chỉ trích hành vi chạy bằng cấp giả mà không phải chịu một hình thức kỷ luật nào. Cuối năm 2007, Đại Đoàn Kết là ấn phẩm tin tức duy nhất trong nước do ông Lý Tiến Dũng làm tổng biên tập đã đăng một bức thư của Võ Nguyên Giáp, trong đó đại tướng phản đối kế hoạch dỡ bỏ Hội trường Ba Đình để xây tòa nhà Quốc hội mới trên khu di tích Hoàng thành Thăng Long. Trong phần giới thiệu của tòa soạn truyền thông rằng lá thư của tướng Giáp bị các báo khác từ chối, nhưng Đại Đoàn Kết vẫn quyết định công bố để "giải toả những bức bối từ các vị cán bộ lão thành và nhiều bạn đọc có quan tâm". Cũng trong khoảng thời gian này, ông Dũng gửi một bức thư ngỏ lên ban lãnh đạo đảng về "một số vấn đề không bình thường tại Ban Tuyên giáo Trung ương", gần một năm sau thì ông bị cách chức. Thời điểm còn giữ chức vụ tổng biên tập, tờ báo Đại Đoàn Kết của ông là một trong những ấn phẩm truyền thông đưa tin sớm nhất về vấn nạn giải tỏa ở khu đô thị mới Thủ Thiêm. Gần một tháng sau khi ban lãnh đạo cũ bị kỷ luật, ông Đinh Đức Lập chính thức được bổ nhiệm vào vị trí quyền Tổng biên tập mới của tờ báo.
Năm 2012, ba nhà báo tác nghiệp cho Đại Đoàn Kết sau khi gửi đơn lên Ủy ban Trung ương Mặt trận Tổ quốc Việt Nam tố cáo ông Lập và một số thành viên của ban biên tập về những sai phạm trong việc bán tài sản công, công tác tổ chức cán bộ, vi phạm nguyên tắc Đảng... thì bị buộc phải thôi việc. Đại Đoàn Kết thua kiện vào ba năm sau, tòa tuyên án buộc phải bồi thường cho ba nguyên đơn với số tiền lần lượt là 72, 100 và 120 triệu Đồng Việt Nam. Năm 2014, ông Lập tiếp tục bị thu hồi Giải Báo chí Quốc gia vì không tham gia vào việc viết bài phóng sự của bản tin được trao giải thưởng. Sự việc do Người Cao Tuổi truyền thông đến công chúng, bài viết điều tra của cơ quan này sau đó đã nhận được một giải thưởng báo chí vì có số phiều bầu chọn cao nhất.